# Os enchondral
Un os enchondral ( ou os cartilagineux) est un tissu osseux primaire, issu, par ossification enchondrale, d'un cartilage hyalin. Ces os sont à l'origine des os longs, des vertèbres et d'une grande partie de la base du crâne.
Les os enchondraux débutent leur formation dans la zone centrale de la diaphyse, par calcification et vascularisation du tissu cartilagineux. Ils se développent en parallèle dans l'épiphyse, laissant entre ces 2 zones le cartilage de croissance. 
Ils constituent l'étape transitoire de calcification du squelette, entre le squelette embryonnaire composé exclusivement de cartilage hyalin et le squelette adulte, composé d'os lamellaires, spongieux et corticaux, et caractérisé par la disparition de toute zone cartilagineuse primitive, et par la soudure des zones d'ossification diaphysaire et épiphysaire. 